# Eleccions parlamentàries poloneses de 1952
Les Eleccions parlamentàries poloneses de 1952 es van celebrar a la República Popular de Polònia per a renovar el Sejm el 26 d'octubre de 1952, amb el Partit Comunista i els partits satèl·lits instal·lats en el poder des de 1947. S'havia organitzat un sistema de candidatures úniques per circumscripció, cosa que facilitava que sempre sortissin elegits el mateix nombre d'escons per als diferents partits, aplegats en el Front de la Unitat Nacional (Front Jedności Narodu) i amb resultats falsejats pel Secretariat de la Seguretat Pública. La participació oficial fou del 95,00%.
El secretari del partit Bolesław Bierut, va detenir durant dos anys també el càrrec de primer ministre de Polònia fins que el 1954 nomenà Józef Cyrankiewicz. Les noves eleccions eren previstes per a 1956, però les protestes de Poznań de 1956 les van ajornar un any.

## Resultats
|                                 |                                 |                                 |                                 |            |        |           |     |
| Partit                          | Partit                          | Partit                          | Partit                          | Vots       | %      | Escons    | +/- |
|                                 | FJN                             |                                 | Partit Obrer Unificat Polonès   | 15,459,849 | 99.80  | 273 / 425 | Nou |
|                                 | FJN                             | Partit Popular Unit             | 90 / 425                        | 15,459,849 | 99.80  | Nou       |     |
|                                 | FJN                             | Partit Demòcrata                | 25 / 425                        | 15,459,849 | 99.80  | Nou       |     |
|                                 | FJN                             | Independents                    | 37 / 425                        | 15,459,849 | 99.80  | Nou       |     |
| Vots vàlids                     | Vots vàlids                     | Vots vàlids                     | Vots vàlids                     | 15,491,170 | 99.97  | –         |     |
| Vots invàlids                   | Vots invàlids                   | Vots invàlids                   | Vots invàlids                   | 4,645      | 0.03   | –         |     |
| Total                           | Total                           | Total                           | Total                           | 15,495,815 | 100.00 | 425       | 19  |
| Votants registrats/participació | Votants registrats/participació | Votants registrats/participació | Votants registrats/participació | 16,305,891 | 95.03  | –         |     |
| Font: Nohlen & Stöver           |                                 |                                 |                                 |            |        |           |     |